# Guineu voladora de l'illa Bougainville
La guineu voladora de l'illa Bougainville (Pteropus mahaganus) és una espècie de ratpenat de la família dels pteropòdids. Viu a Papua Nova Guinea i Salomó. El seu hàbitat natural són les planes costaneres, on habita les plantacions de cocoters i els boscos tropicals de plana. Està amenaçada per la desforestació i, possiblement, la caça furtiva.